# Нікатор східний
Нікатор східний (Nicator gularis) — вид горобцеподібних птахів родини Nicatoridae.

## Поширення
Вид поширений у Східній Африці. Трапляється в Кенії, Малаві, Мозамбіку, Сомалі, ПАР, Есватіні, Танзанії, Замбії та Зімбабве. Мешкає субтропічні або тропічні сухих лісах, саванах, рідколіссях.

## Опис
Тіло завдовжки 20-23 см, вага 29-63 г. Самці важчі за самиць. Верхня частина тіла оливкового забарвлення, на крилах світло-жовті цятки. Нижня частина тіла сірого забарвлення.

## Спосіб життя
Ведуть одиночний спосіб життя. Живляться комахами на іншими безхребетними. У шлюбний період створюють моногамні пари. Гніздування не приурочене до певної пори року. Гнізда будують серед гілок дерев або чагарників.